# Agenda homosexual
Agenda homosexual (también denominada agenda gay) es un término acuñado por algunos conservadores sociales en los Estados Unidos para hacer referencia a la supuesta existencia de un programa (oculto) de la comunidad LGBT cuyo objetivo sería incrementar la aceptación de sus postulados a través de políticas, de visibilidad en los medios de comunicación y de cambio cultural con la finalidad de socavar los valores de la «familia». El término es empleado frecuentemente por ciertos conservadores sociales en los debates acerca de la situación de los derechos LGBT en los Estados Unidos. Su empleo, con las mismas connotaciones, se ha extendido a otros países, incluyendo España, República Dominicana, Argentina, México y Paraguay.
Algunos piensan que esta agenda es secreta por alusión a hidden agenda (‘plan secreto’). Por lo tanto, «agenda gay», término que es usado tanto en español como en inglés, puede interpretarse como ‘plan oculto de los gais’ y se traduce también por «propaganda homosexual» o «propaganda gay». El término resulta ofensivo para muchos, especialmente para aquellos que consideran y entienden los objetivos de este movimiento como un tema de igualdad de derechos. En ciertas ocasiones, personas que se sentirían ofendidas si el término se empleara en un contexto serio lo han empleado de manera sarcástica o satírica.

## Uso del término
James Dobson, director de Enfoque a la Familia (en inglés: Focus on the Family, una organización estadounidense cristiana sin ánimo de lucro) y comentador conservador cristiano-social en medios de comunicación estadounidenses, describió en la década del 2000 la agenda homosexual de la siguiente manera:

Estos objetivos incluyen la aceptación universal del estilo de vida gay, el descrédito de las Escrituras que condenan la homosexualidad, amordazar a los curas y medios de comunicación cristianos, otorgar privilegios y derechos especiales en las leyes, derogar las leyes que prohíben la pedofilia, adoctrinar a los niños y futuras generaciones a través de la educación pública y dar los beneficios legales del matrimonio a dos o más personas que afirmen tener tendencias homosexuales.

Alan Sears y Craig Osten, presidente y vicepresidente de la Alliance Defense Fund (organización estadounidense cristiano-conservadora sin ánimo de lucro), ofrecen otra caracterización de la agenda homosexual:

Se trata de una agenda que básicamente fue establecida a finales de la década de 1980, a través de un libro llamado After the Ball, en el que se fija un plan de seis puntos sobre cómo transformar las creencias de los americanos normales con respecto a la conducta homosexual — en un marco de tiempo de una década [...] Ellos lo admiten en privado, pero no lo dirán públicamente. En sus publicaciones privadas, los activistas homosexuales dejan muy claro que sí existe una agenda. La agenda de seis puntos que establecieron en 1989 fue explícita: Hablar de los gais y lo gay tan alto y tantas veces como sea posible [...] Mostrar a los gais como víctimas, no como desafiantes agresivos [...] Dar a los protectores de los homosexuales una causa justa [...] Hacer que los gais parezcan buenos [...] Hacer que los que los victimizan parezcan malos. Conseguir fondos de la América corporativa.

El libro al que se refieren es After the Ball: How America Will Conquer Its Fear and Hatred of Gays in the 90's (Tras la fiesta: Cómo conquistará Estados Unidos su miedo y odio hacia los gais en los años 1990), escrito en 1989 por Marshall Kirk y Hunter Madsen. El libro argumenta que tras la fase de activismo radical de liberación gay de las décadas de 1970 y 1980, los grupos de derechos LGBT deberían adoptar técnicas más profesionales de relaciones públicas para poder transmitir su mensaje.
La frase «agenda homosexual» aparece en múltiples foros desde los comentarios políticos hasta las tertulias de radio, e incluso en una ocasión el juez del Tribunal Supremo de los Estados Unidos Antonin Scalia hizo referencia a ella en su objeción en el importante caso Lawrence v. Texas, al señalar que la «cultura de la profesión legal [...] se ha apuntado en su mayor parte a la denominada agenda homosexual, agenda promovida por algunos activistas homosexuales dirigida a eliminar el oprobio moral que se ha asociado tradicionalmente a la conducta homosexual».

## Agenda homosexual radical
Algunos comentadores hacen referencia a una «agenda homosexual» más radical, citando un artículo de Michael Swift que apareció por primera vez en el Gay Community News de Boston en febrero de 1987. Titulado originalmente Gay Revolutionary (‘Revolución gay’), el artículo describe un escenario en el que los hombres homosexuales dominan la sociedad estadounidense y suprimen todo lo heterosexual. El artículo fue reimpreso en la Biblioteca del Congreso sin el aviso previo del autor en el cual subraya que el ensayo busca ser «outré, locura, una fantasía trágica y cruel, una erupción de la rabia interna, sobre cómo los que son oprimidos sueñan desesperadamente con ser los opresores», sugiriendo que es una obra satírica de hipérbole literaria, y que el autor no quería que fuese entendida de manera literal.
Sin embargo, este ensayo ha sido citado repetidamente por los cristianos y otros grupos que se describen como conservadores sociales o tradicionalistas, como evidencia de que algunos, o la mayor parte de la comunidad LGBT, busca dominar y destruir los valores familiares tradicionales de la sociedad occidental.
Otro documento que se emplea como evidencia de una agenda homosexual radical es el 1972 Gay Rights Platform, que entre otras cosas pide una legislación que termine con la discriminación en el trabajo y otorgue derechos de adopción. Además pide la legalización de la prostitución y la abolición de la edad de consentimiento sexual. [cita requerida]

## Oposición al empleo del término
Grupos como la Gay and Lesbian Alliance Against Defamation (Alianza Gay y Lesbiana en contra de la difamación, una organización estadounidense sin ánimo de lucro), niegan la existencia de una agenda oculta o secreta. Señalan que su objetivo principal es acabar con la discriminación existente a la hora de adquirir una casa, obtener un empleo y conseguir beneficios públicos, y que desean conseguir la igualdad social para las personas LGBT. Esto grupos describen el término como una «invención retórica de los extremistas anti-gais para crear un clima de miedo al describir como siniestros los esfuerzos encaminados a que las personas LGBT obtengan derechos civiles». Algunos miembros de la comunidad LGBT consideran que los objetivos políticos son demasiado heterogéneos para poder agruparse juntos en una única agenda.